# Dumorpha gordana
Dumorpha gordana är en insektsart som beskrevs av Delong 1983. Dumorpha gordana ingår i släktet Dumorpha och familjen dvärgstritar. Inga underarter finns listade i Catalogue of Life.